# 545-ös busz
Az 545-ös jelzésű regionális autóbusz Nagykőrös, Szabadság tér és Kocsér, Szent István tér között közlekedik. A járatot a MÁV Személyszállítási Zrt. üzemelteti.

## Története
A korábbi 2475-ös járat 2016. december 11-étől 545-ös jelzéssel közlekedik.

## Megállóhelyei
Az átszállási kapcsolatok között az azonos útvonalon közlekedő 546-os busz nincs feltüntetve!
| 0  | Nagykőrös, Szabadság tér végállomás | 15 | 543, 544, 547, 548, 549, 550, 551, 552, 553, 555 1348, 1362, 1376, 1464 |
| 1  | Nagykőrös, Gazdabolt                | 14 | 543, 544                                                                |
| 2  | Nagykőrös, Gépgyártó szövetkezet    | 13 | 543, 544, 553                                                           |
| 3  | Nagykőrös, Öregcsárda               | 12 | 543, 544 1464                                                           |
| 5  | Arany János Tsz. kertészet          | 10 |                                                                         |
| 6  | Fafeldolgozó                        | 9  |                                                                         |
| 7  | Szolgálati lakások                  | 8  |                                                                         |
| 8  | Árbozi Általános Iskola             | 7  |                                                                         |
| 9  | Dobos tanya                         | 6  |                                                                         |
| 11 | Kocséri határ                       | 4  |                                                                         |
| 12 | Utasi tanya                         | 3  |                                                                         |
| 13 | Kocsér, Szabadság utca              | 2  |                                                                         |
| 14 | Kocsér, Jókai Mór út                | 1  |                                                                         |
| 15 | Kocsér, Szent István tér végállomás | 0  | 544                                                                     |